# نورثمبرلاند
نورثمبرلاند (بالإنجليزية: Northumberland نُرْثَمْبَرْلَنْدْ)، هي مقاطعة في أقصى  شمال شرق إنجلترا. تحدها كل من مقاطعة كامبريا إلى الغرب ومقاطعة دورهام في الجنوب, ومقاطعة تاين أند وير في الجنوب الشرقي. ويحدها من الشمال الحدود الاسكتلندية ومن الشرق بحر الشمال وتتمد سواحلها الشرقية قرابة 150 كم مع بحر الشمال. منذ عام 1974 ومركز المقاطعة يقع في بلدة موربث الواقعة في شرق البلاد. اليوم تدعي كل من بلدة موربث وألنويك انهم مركز المقاطعة.
تاريخيا كانت المقاطعة من ضمن مملكة نورثامبريا في عصر الملك ادوين. وبما أنها تقع على الحدود الإنجليزية شهدت ثمبرلاند العديد من الحروب, تماز بتنوع جغرافيتها وجزء كبير من المقاطعة لم يطور بعد. وفيها عدد من المتنزهات الوطنية. زهرة المقاطعة الرسمية هي زهرة الغرنوفي شديدة الاحمرار، وسفينتها الرسمية في الأسطول الملكي البريطاني هي سفينة ثمبرلاند أتش أم أس المسمية باسم المقاطعة.

## أعلام
- توماس بيويك
- كريس دوفي
- تومي ريغ
- وليام آرمسترونغ
- هاري ميلز
- ستيفين رونسيمان
- وليام توماس ستيد
- جيمس الرابع ملك اسكتلندا
- ماثيو فستينغ
- راي كينيدي